# Quissac (Gard)
Quissac é uma comuna francesa na região administrativa de Occitânia, no departamento de Gard. Estende-se por uma área de 23,32 km². Em 2010 a comuna tinha 3 292 habitantes (densidade: 141,2 hab./km²).